# Trupa Harag György din Satu Mare
Trupa Harag György (în maghiară Harag György Társulat), fondată în 1953, secția maghiară a Teatrului de Nord Satu Mare, este una din cele 10 trupe teatrale profesioniste maghiare din Ardeal (din punct de vedere cronologic a cincea).

## Istoric[1][2][3][4][5][6]

### Fondare

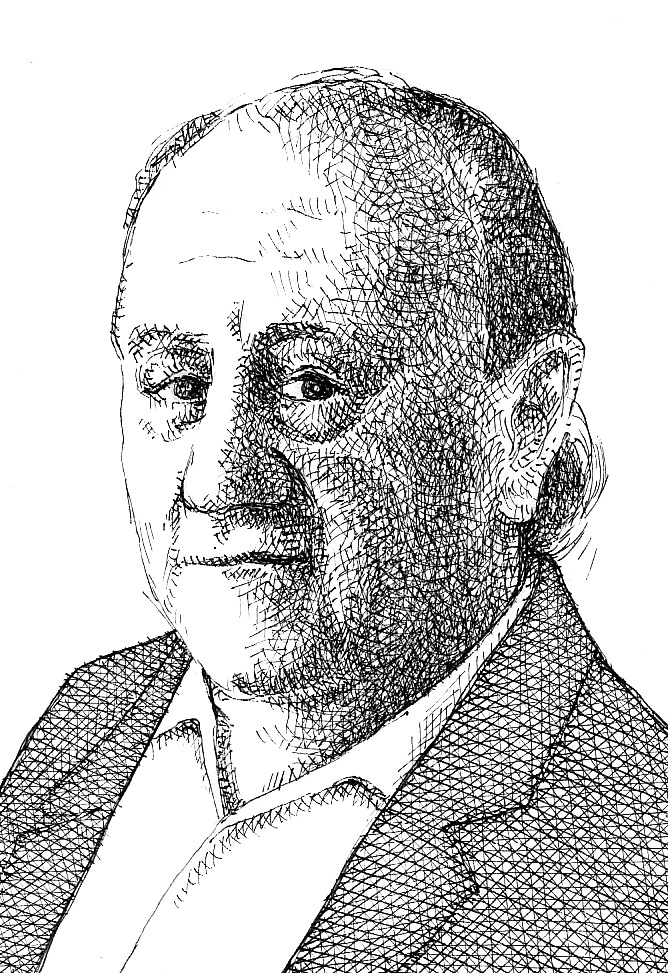
György Harag, fondatorul trupei și primul director al Teatrului Maghiar de Stat din Satu Mare

Trupa a fost fondată la Baia Mare în 1953 de absolvenții Facultății de Teatru din Cluj sub îndrumarea lui Harag György.
Acestei generații fondatoare aparțin personalități care urmau să devină elementele de bază ale artei teatrale maghiare din Ardeal (mulți dintre ei construindu-și o carieră reputată fie la Cluj, fie în alte orașe ardelene). Printre aceștia se numără Csíky András, Ács Alajos, Köllő Béla, Török István, Vándor András, Elekes Emma, Soós Angéla, Nyíredi Piroska, Nagy Iza. În cadrul acestei grupe și-a început studiile poetul Kányádi Sándor cu care trupa, în ciuda faptului că renunțase la Facultatea de Teatru în favoarea celei de Litere, păstrează relații de prietenie, jucând regulat operele sale dramatice.
După terminarea facultății, tinerii absolvenți au hotărât să nu se despartă și să înființeze o trupă proprie. Din relatările lui Harag György aflăm că acești tineri plecaseră împreună la București, cerând să li se permită înființarea secției maghiare a Teatrului de Stat din Baia Mare. În funcția de director și prim-regizor a fost ales, de către membrii trupei, tânărul lor profesor Harag György. Au reușit să își înceapă activitatea în 1953 la Baia Mare, unde, de-a lungul câtorva stagiuni, funcționa și această secție maghiară. În această perioadă a trupei, directorul general (a teatrului din Baia Mare) a fost Erdős I. Pál, artist plastic și scenograf sătmărean.

### Perioada băimăreană (secția maghiară, Teatrul de Stat Baia Mare)
Trupa maghiară a teatrului și-a început activitatea ca secția maghiară a Teatrului de Stat din Baia Mare. Această instituție s-a arătat a fi potrivită în privința începerii activității artistice a proaspăt absolvenților căci, în cadrul instituției, existase deja trupa secției române. Mai târziu aceste circumstanțe considerate oportune, devin cele mai mari obstacole în dezvoltarea profesională a tinerilor artiști.
Harag György evocă această perioadă băimăreană spunând: „Locuiam într-un bloc, ușile ne erau larg deschise, toată ziua stăteam împreună, trăiam doar pentru teatru. Am discutat despre spectacole, repertoriu, program, discutam chiar și despre problemele noastre familiale. Nu am avut secrete unul față de altul. Am jucat mult, iar orașul ne iubea...”
Publicul îi adora, iar experimentele individuale și rigurozitatea muncii a reușit să consolideze și mai bine trupa. S-a născut o trupă care, după cum mărturisea fondatorul și prim-regizorul trupei, „trăia asemenea echipei Living ori Grotowski, de mai târziu”.

### Schimbarea locației, mutarea la Satu Mare (Teatrul Maghiar de Stat,Satu Mare)

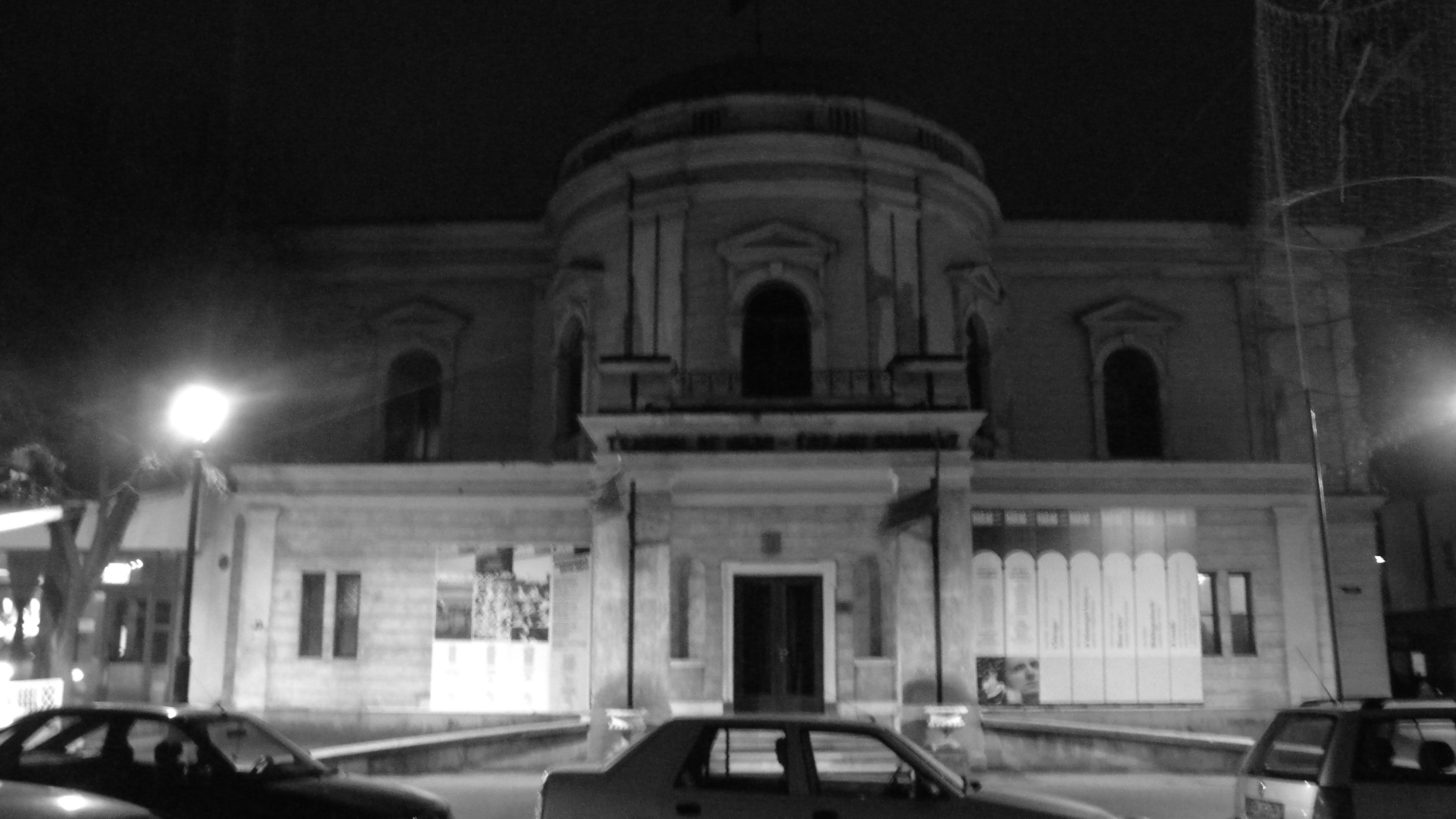
Clădirea teatrului noaptea

Condițiile din Baia Mare, sală de teatru amenajat într-un fost cinematograf, spațiu mic în comună folosință cu secția română, au făcut imposibile calea dezvoltării profesionale și i-a determinat să facă demersuri în obținerea permisiunii de a se muta la Satu Mare. Tradiția artei teatrale profenioniste sătmărene înregistra o vechime de mai bine de două secole care fusese însă întreruptă de izbucnirea celui de-al doilea război mondial. Frumoasa clădire de patrimoniu a teatrului (recondiționată deja în urma ravagiilor războiului) stătea părăsită într-un oraș care oferea mai multe oportunități trupei, numărul spectatorilor maghiari era mult mai mare și nu în ultimul rând, existase deja în acest oraș, o tradiție teatrală considerabilă.
Pe 15 septembrie 1956 autoritățile au aprobat cererea, trupa a fost mutată la Satu Mare. Până pe 1 aprilie 1957 trupa funcționa sub denumirea de Secția Maghiară din Satu Mare a Teatrului de Stat din Baia Mare. Reușitele trupei au început după o grea perioadă de pornire, publicul sătmărean fiind dezobișnuit de această formă de delectare. În studiul lui Harag György Bilanțul a patru stagiuni se menționează că spectatorii au avut o oarecare reținere față de trupă, numărul spectatorilor era foarte redus, 60-70 de persoane, însă mult cunoscutul spectacol „Nem élhetek muzsikaszó nélkül” a reușit să reînvie "alianța" dintre trupă și spectatori.
Despărțirea oficială de teatrul din Baia Mare a avut loc pe 1 aprilie 1957. Începând cu această dată și pe o durată de 11 ani, până la înființarea secției române, continua să funcționeze ca Teatrul Maghiar de Stat din Satu Mare.

### Perioada sătmăreană înainte de revoluție (secția maghiară,Teatrul de Nord Satu Mare)

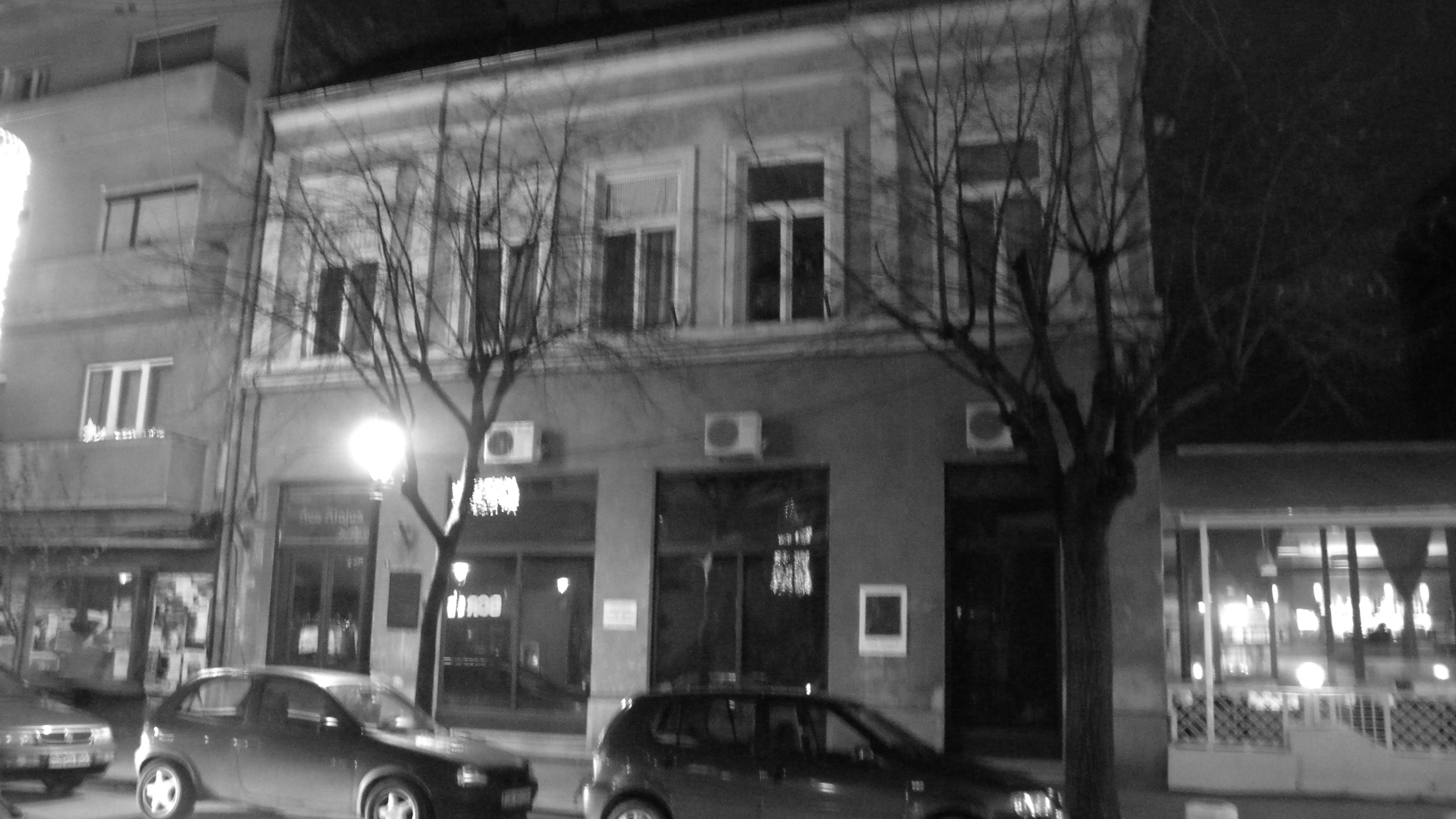
Studioul Ács Alajos

Satu Mare se transformă dintr-o dată într-un atelier teatral clocotitor, astfel încât, în epoca sa de glorie, se numără printre cele mai bune trupe maghiare din România alături de cea din Târgu-Mureș și Cluj. Până în 1960 trupa este condusă de Harag György. În această perioadă au fost montate o serie de spectacole de mare succes ca de exemplu Romeo și Julieta, Hamlet, O tragedie americană sau Jurnalul Annei Frank. 
După 1960 conducerea trupei a fost preluată de personalități reputate ale lumii teatrului. Timp de mai multe decenii se află în fruntea trupei Csíky András și Ács Alajos (membrii fondatori, inițiați de Harag György în secretele conducerii instituției teatrale). Trupa avea un personal competent: Kovács Ferenc, secretar literar, regizor (tatăl poetului Kovács András Ferenc) sau Kovács Ádám, regizor. S-a completat, de asemenea, și numărul actorilor, proces început încă pe perioada conducerii lui Harag György (se alătură trupei actorii Nádai István, András Gyula, iar la începutul anilor ʼ60 Boér Ferenc).
Sub conducerea lui Csíky András și Ács Alajos trupa continuă să se lărgească. Acum se alătură trupei foarte popularul actor-regizor Kisfalussy Bálint (mai târziu membrul teatrului Új Színház, Budapesta), Czintos József, actor (apoi director), actorul și regizorul Tóth Páll Miklós, precum și Kovács Éva,  Méhes Kati, Szugyiczky István și Bokor Ildikó (mai târziu membru al Teatrului Csokonai din Debrețin, Teatrului Național din Budapesta, iar apoi al Teatrului Maghiar).
La sfârșitul anilor ʼ70, începutul anilor ʼ80 se alătură trupei actorul Fülöp Zoltán (în prezent actorul teatrului Csíki Játékszín), Parászka Miklós, actor (apoi regizor și director) și Bessenyei István, actor (actualul director al trupei), iar la sfârșitul anilor ʼ80 actrița Barta Enikő.
La începutul anilor ʼ90, sub conducerea lui Parászka Miklós, trupa se întregește cu Lőrincz Ágnes, renumita actriță din Cluj, prim-actriță, mai apoi director artistic, dar și cu reputatul actor Rappert Gábor și István István.

### Trupa Harag György (perioada post-revoluționistă)

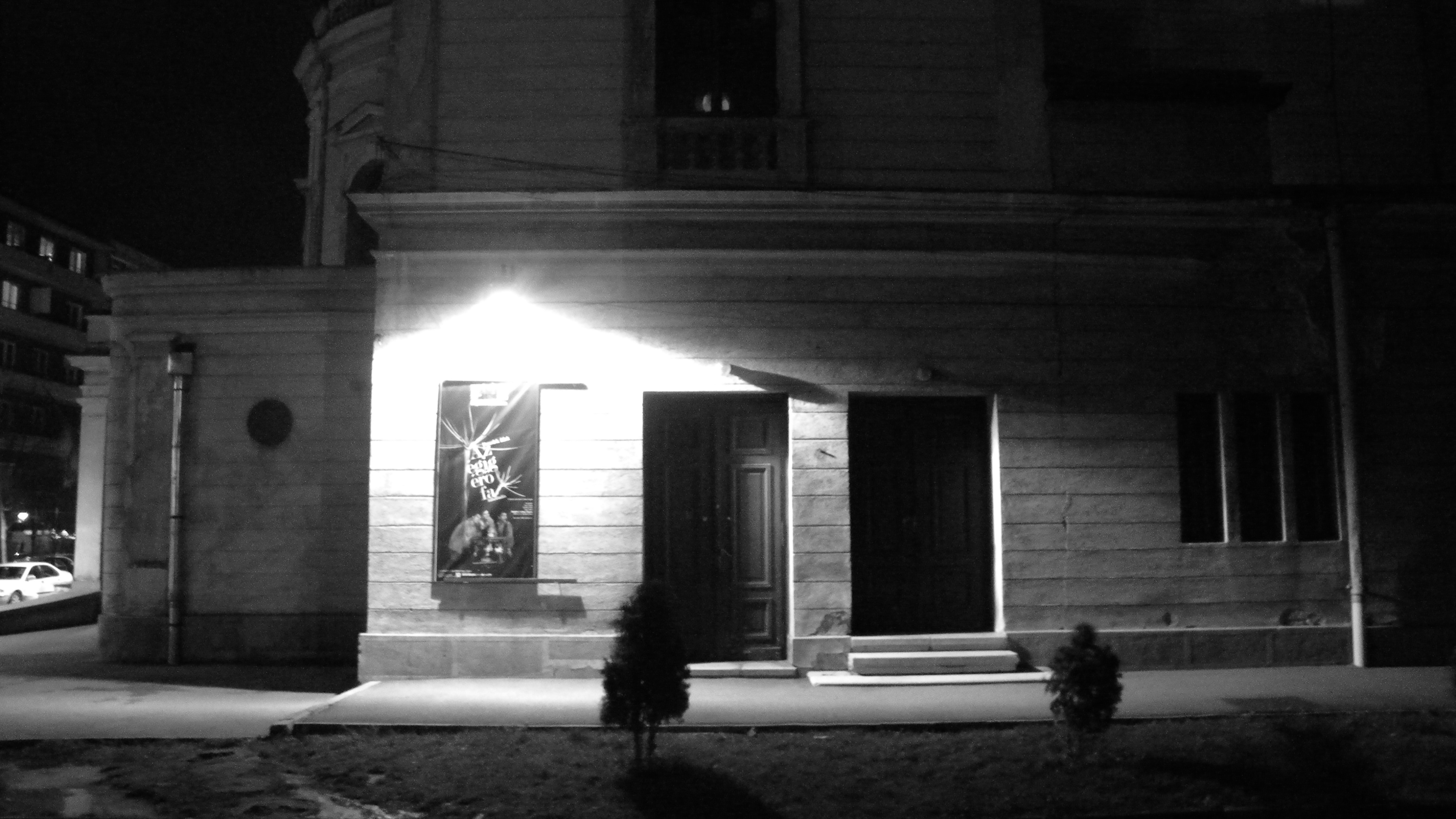
Teatrul de Păpuși Brighella

După revoluție, trupa preia numele membrului fondator și fostului director Harag György. În 1993 are loc ceremonia comemorării a 40 de ani de la înființarea trupei (reperul fiind considerat înființarea de la Baia Mare). Continuând tradiția, în 2003, a fost sărbătorită aniversarea de 50 de ani a trupei.
În prima jumătate a anilor ʼ90, trupa a cunoscut o nouă perioadă de prosperitate după care a urmat o perioadă de regres temporar.
În perioada 1987-2000, în fruntea trupei se află Parászka Miklós. Această perioadă este marcată de două evenimente majore: schimbarea numelui trupei (din 1993 este înregistrată ca Trupa Harag György) și înființarea Fundației Proscenium.
În 2001 conducerea artistică a trupei este preluată de Lőrincz Ágnes care rămâne director artistic până în 2006. Sub conducerea ei, trupa și-a sărbătorit cea de-a cincizecea aniversare a existenței sale. Cu această ocazie, sala studio al teatrului preia numele fondatorului și fostului director Ács Alajos (Studioul Ács Alajos).
Lőrincz Ágnes predă conducerea trupei lui Czintos József sub al cărui directorat (2006-2009) numărul abonamentelor vândute continuă să crească. 
În 2009 conducerea trupei este preluată de către tânărul regizor reputat Keresztes Attila (fost director artistic adjunct la Cluj). Acesta rămâne în fruntea trupei până în anul 2012. În acesți ani, mai mult sau mai puțim conflictuali, trupa cunoaște o nouă perioadă de prosperitate: creșterea permanentă a numărului de abonamente, creșterea numărului premierelor pe stagiune și o nominalizare la premiul UNITER al spectacolului Trei surori (regia: Keresztes Attila) prin nominalizarea lui Bíró József. Ca director artistic a reușit să aducă la Satu Mare (ca și colaboratori) personalități ca Mohácsi János, Bodolay Géza sau Radu Afrim, dar a oferit șanse de afirmare pe scenă mare debutanților Albu István, Szilágyi Regina sau Balogh Attila.
Această perioadă îi aduce lui Keresztes Attila atât laude, cât și critică, în special din partea publicului cu viziuni conservatoare. Din 2012 este directorul artistic al Trupei Tompa Miklós din cadrul Teatrului Național din Târgu-Mureș (rămânând însă membru al trupei Harag György ca regizor și membru al consiliul artistic).

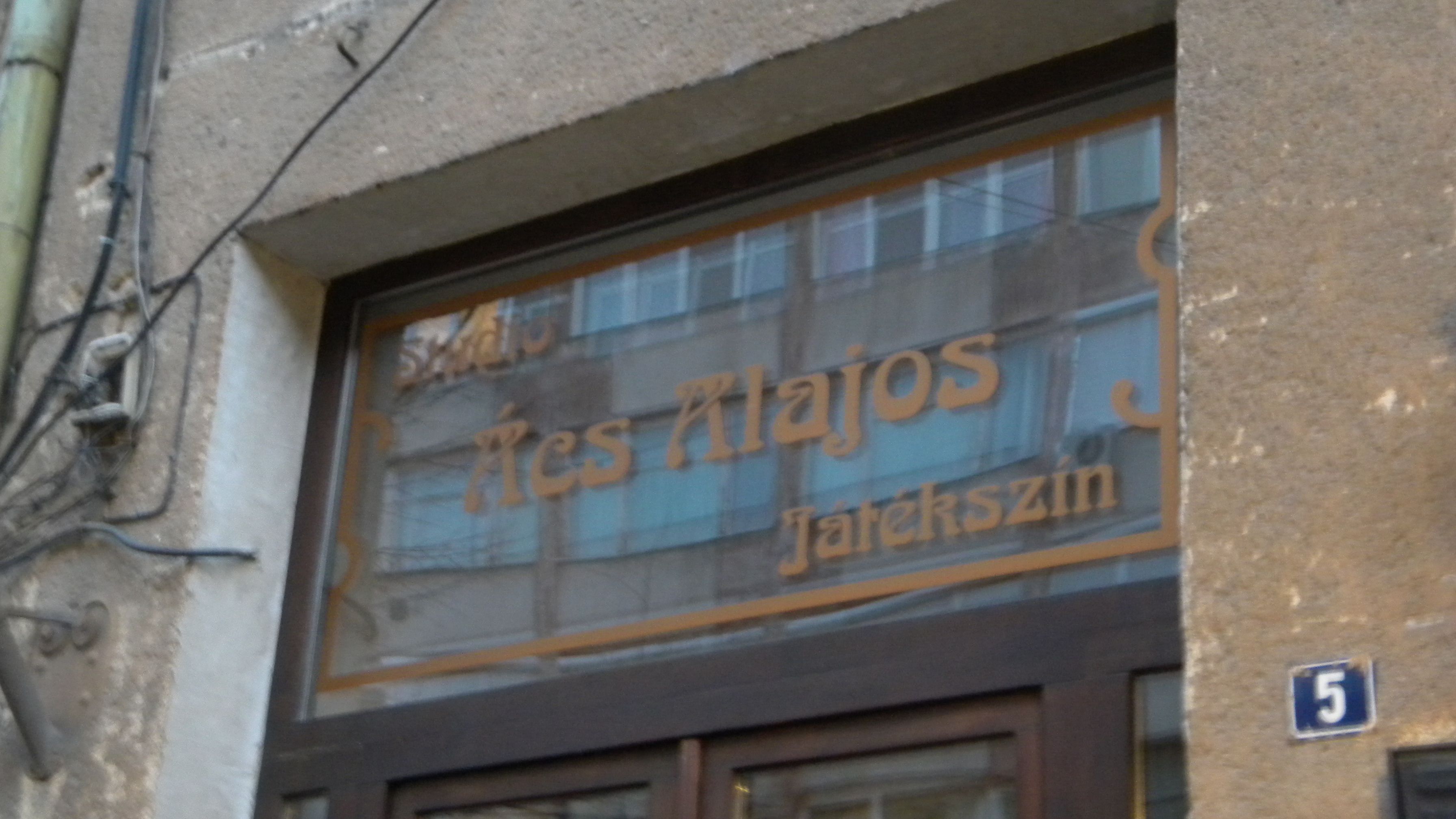
Intrarea studioului

Din iulie 2012 este numit în funcția de director artistic actorul Bessenyei István care, încă din prima stagiune a directoratului său, a reușit să reintegreze în viața trupei toți membrii onorifici încă în viață (Soós Angéla, Czintos Józef, Tóth-Páll Miklós, Kovács Éva, Méhes Kati și Szugyiczky István) participând activ la viața de zi cu zi a instituției. A dat, de asemenea posibilitate de afirmare unor artiști tineri, printre care tineri regizori ca Balogh Attila, Kányádi Szilárd, Csiki Zsolt și Vargyas Márta. Crește numărul spectatorilor și al sponsorilor, se lansează un nou abonament (abonamentul Nagy Iza, numit după celebra actriță, membru fondator al trupei).
După revoluție trupa se completează cu membrii de renume ca Sebestyén Aba (mai târziu membrul Trupei Tompa Miklós al Teatrului Național din Târgu-Mureș, asistent universitar al Universității de Arte din Târgu-Mureș, fondator și director al trupei Yorick Stúdió), Nagy Dorottya (în prezent actor al Teatrului Național din Târgu-Mureș), Márkó Eszter (în prezent actor al Teatrului József Attila, Budapesta), Kató Emőke (în prezent actor al Teatrului Maghiar de Stat Cluj), Szűcs Ervin (în prezent actor al Teatrului Maghiar de Stat Cluj). Ca figurant, își începe aici cariera Bogdán Zsolt, devenit între timp unul dintre principalii actori ai Teatrului Maghiar de Stat Cluj, și soția acestuia, actrița Csutak Réka. Tot ca figurant se număra printre membrii trupei actrița B. Fülöp Erzsébet (mai târziu membrul Teatrului Maghiar de Stat Cluj, în prezent actor al Trupei Tompa Miklós al Teatrului Național din Târgu-Mureș, profesor al Universității de Arte din Târgu Mureș). În calitate de invitați, au evoluat în spectacolele trupei actori de renume național și internațional ca Hunyadi László, Kovács Lajos, Senkálszky Endre, Bíró József, Galló Ernő sau Pindroch Csaba. Printre regizorii trupei se numărau Parászka Miklós, Márk Nagy Ágota, Csurulya Csongor, Keresztes Attila, Balogh Attila, Szilágyi Regina. Amintim de asemenea scenariștii trupei: Kulcsár Edit, Bodó A. Ottó, Bessenyei Gedő István, și scenografii trupei: Gheorghiade Mária, Bianca Imelda Jeremias, Bodor Judit.

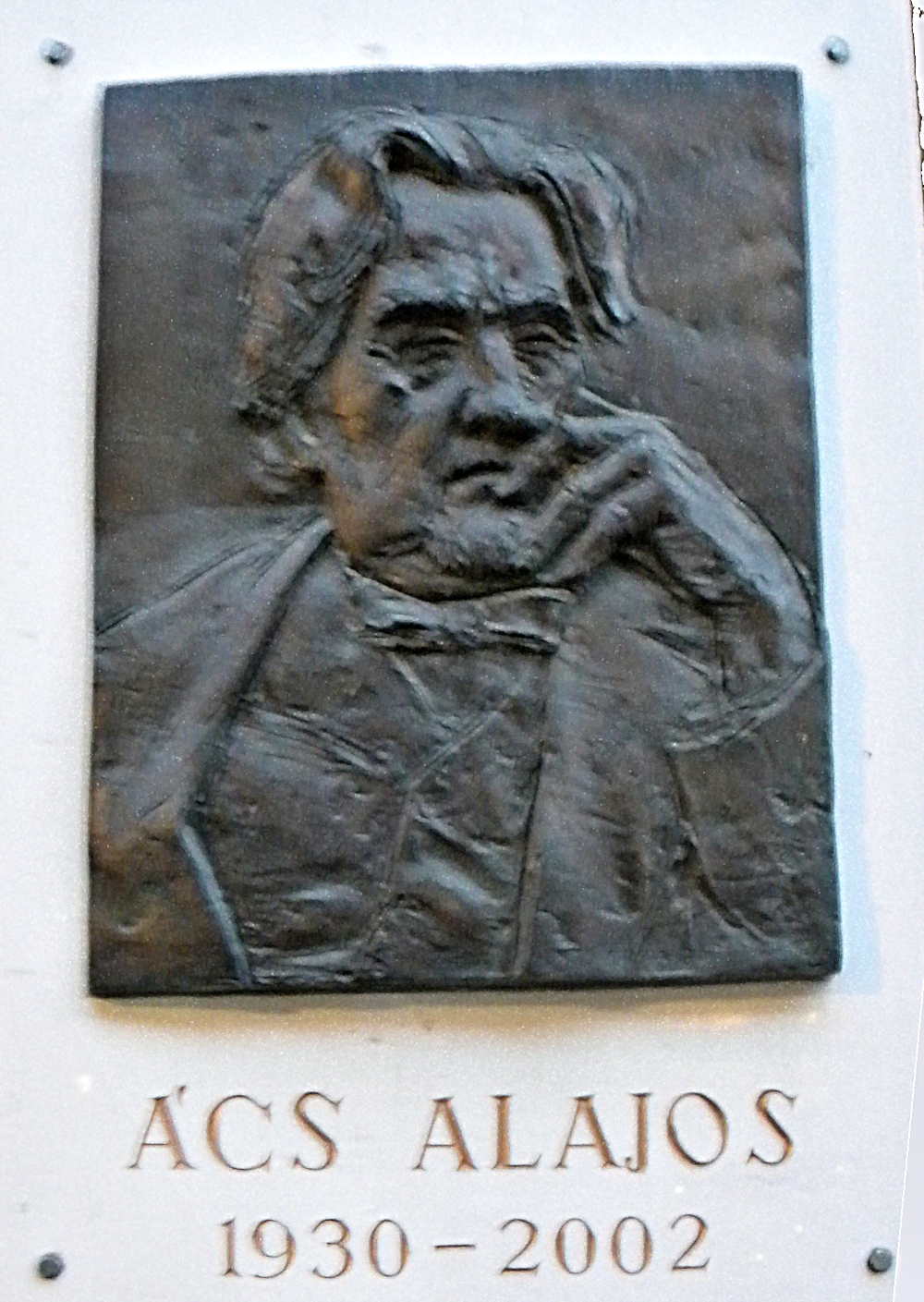
Alajos Ács, actor, membru fondator, directorul trupei între 1968 - 1979

## Directori
Vezi și Lista directorilor teatrului din Satu Mare.
- Harag György
- Csiky András
- Ács Alajos
- Gergely János
- Baumgartner Tibor
- Parászka Miklós
- Lőrincz Ágnes
- Czintos József
- Keresztes Attila
- Bessenyei István
- Bessenyei Gedő István

### Conducerea actuală a trupei
- Bessenyei Gedő István director artistic
- Stier Péter director administrativ

## Trupa (membrii și invitați)

### Echipa artistică[9]

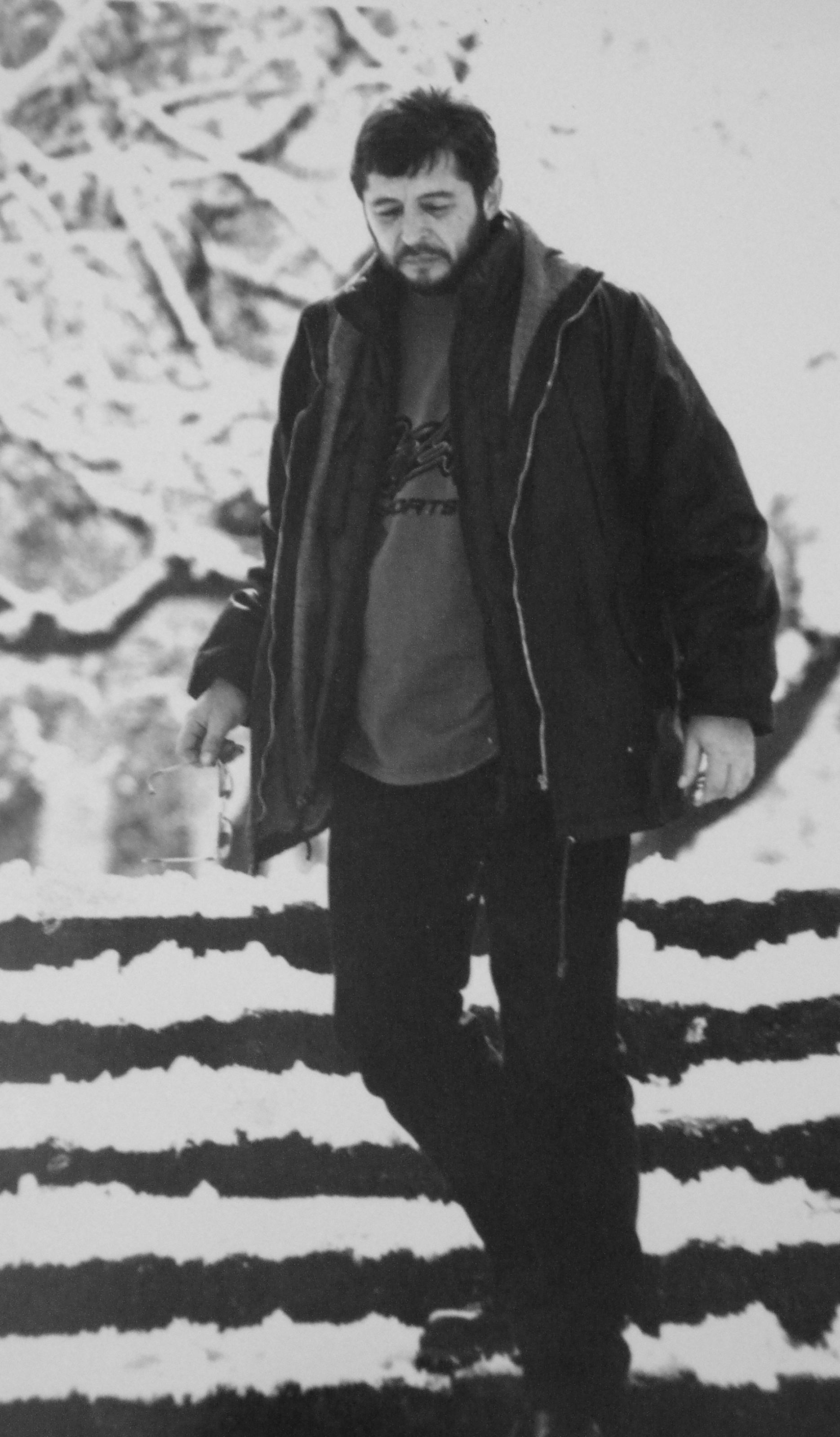
István Bessenyei, actor, directorul artistic al trupei din 2012

- Bessenyei István director artistic
- Keresztes Attila prim-regizor
- Balogh Attila regizor
- Vargyas Márta regizor
- Bessenyei Gedő István scenarist
- Bodor Judit scenograf
- Dobre-Kóthay Judit scenograf
- Szabó Anna scenograf
- Gabriela Tănase coregraf
- Bándi Johanna actor
- Egger Géza actor
- Gaál Gyula actor
- Gál Ágnes actor
- Galló Ernő actor
- István István actor
- Kányádi Szilárd actor
- Laczkó Tekla actor
- László Zita actor
- Marosszéki Tamás actor
- Márkó Eszter actor
- Lőrincz Ágnes actor
- Nagy Orbán actor
- Némethy Zsuzsa actor
- Péter Attila Zsolt actor
- Poszet Nándor actor
- Rappert-Vencz Stella actor
- Sándor Anna actor
- Schvarczkopf Adriana actor
- Varga Andrea actor
- Varga Sándor actor
- Zákány Mihály actor
- Végh Balázs secretar literar
- Tamás Ágnes secretar artistic

#### Teatrul de păpuși[10]
- Szilágyi Regina regizor
- Bandura Tibor actor-mânuitor
- Bandura Emese actor-mânuitor
- Nagy Anikó actor-mânuitor
- Nagy Tamás actor-mânuitor

### Membrii onorifici
În anul 2010, în cadrul unei ceremonii festive, au fost numiți membrii onorifici toți actorii fondatori ai trupei (printre care Elekes Emma , Soós Angéla , Vándor András ). De asemenea au fost numiți membrii onorifici post-mortem toți membrii fondatori și actorii decedați ai trupei (amintim aici numele lui Nádai István )

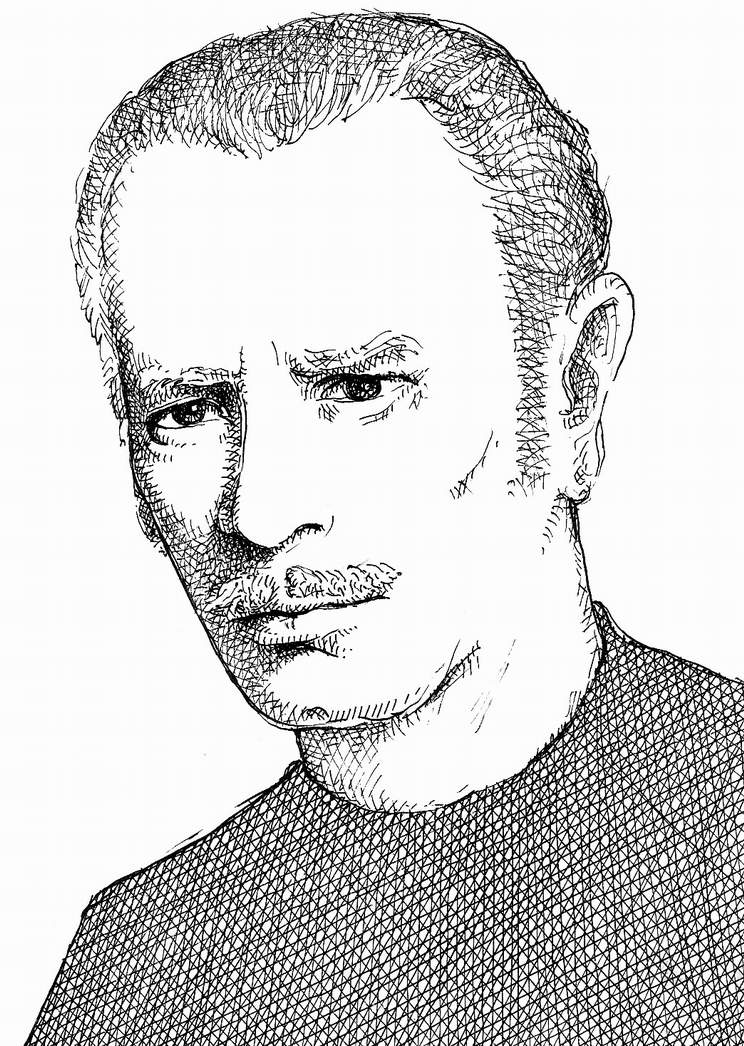
Erdős I. Pál, scenograf, membru fondator, fost director al Teatrului de Stat din Baia Mare

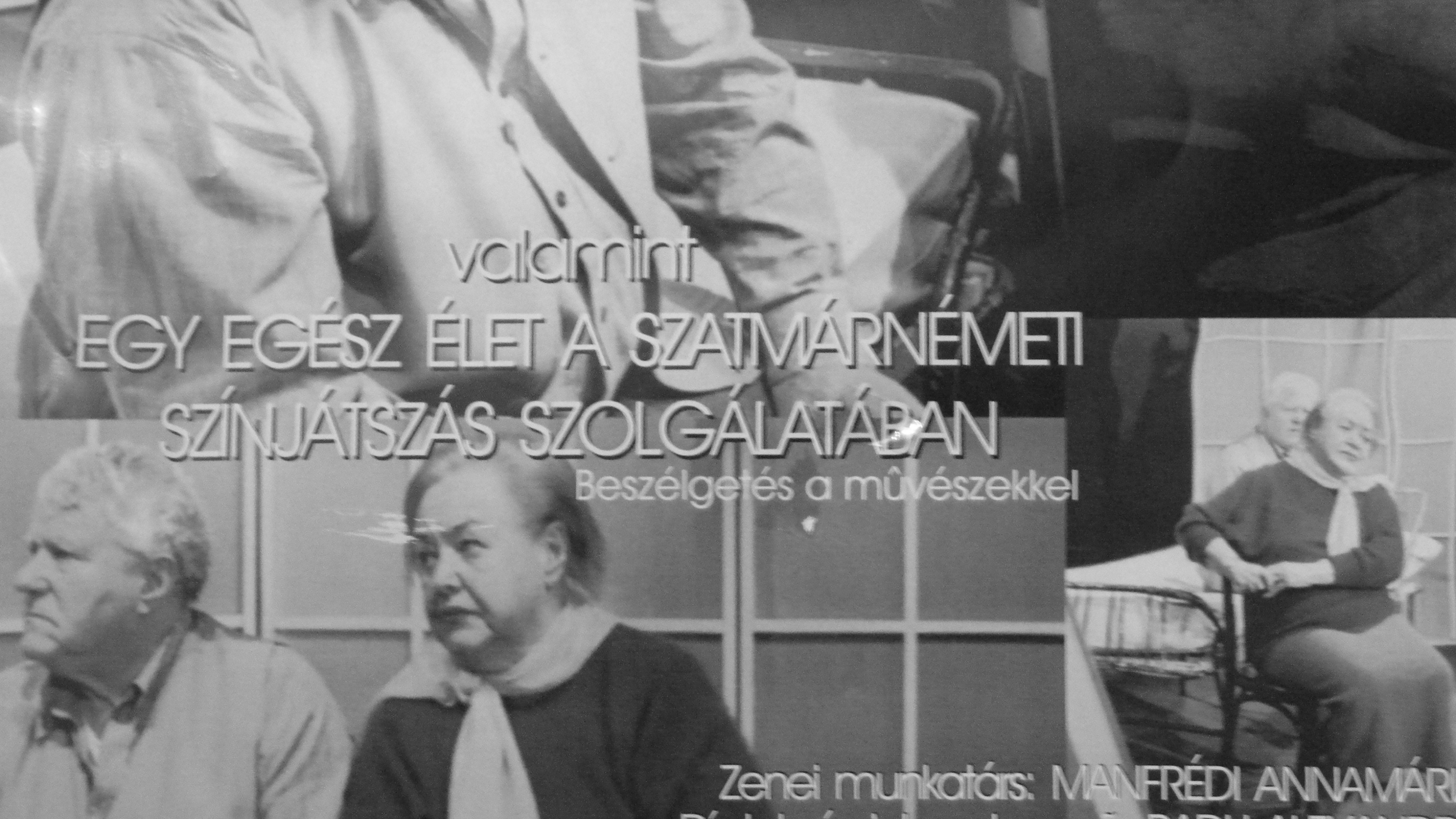
Soós Angéla și Vándor András, membrii fondatori ai trupei

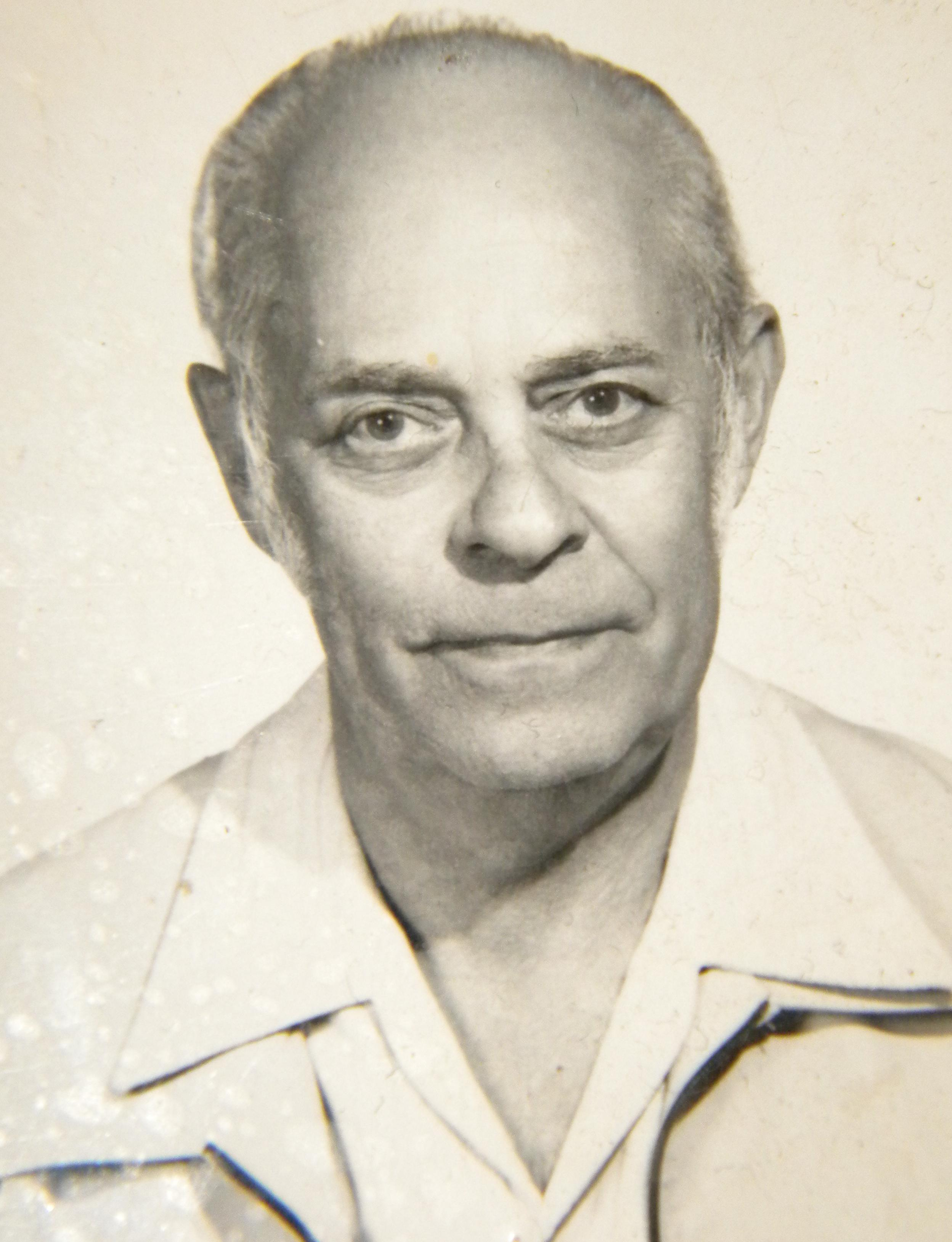
Nádai István, actor, membru fondator

Membrii onorifici numiți în 2010:
- Ács Alajos
- Bán Anna
- Bartos Ede
- Cseresnyés Gyula
- Csíky András
- Deési Jenő
- Diószeghy Iván
- Elekes Emma
- Erdős I. Pál
- Farkas István
- Földesi Ilona
- Harag György
- Harasztosi Ica
- Kapáló Magda
- Kiss Imre
- Kozma Lajos
- Kovács Ferenc
- Köllő Béla
- Krasznai Paula
- Nagy Iza
- Nagy József
- Nádai István
- Nyiredi Piroska
- Soós Angéla
- Tompa Attila
- Török István
- Vándor András

Membrii onorifici numiți în 2011:
- Czintos József
- Kovács Éva
- Méhes Kati
- Szugyiczky István
- Tóth-Páll Miklós

### Foștii membrii ai trupei
András Gyula , B. Fülöp Erzsébet , Barta Enikő , Benczédi Eszter , Benczédi Sándor , Bíró József , Bodó A. Ottó , Boér Ferenc , Bogdán Zsolt , Bokor Ildikó , Csiki Orsolya , Csurulya Csongor , Csutak Réka , Fülöp Zoltán , Gajdó Delinke , Gábor László , Kató Emőke , Kisfalussy Bálint , Kovács Ádám , Kovács Éva , Kovács Ferenc , Kulcsár Edit , Kulcsár-Székely Attila , Lőrincz András Ernő , Lőrincz Erika , Márk Nagy Ágota , Márkó Eszter , Nagy Antal , Nagy Csongor-Zsolt , Nagy Dorottya , Parászka Miklós , Rappert Gábor , Sebestyén Aba , Szugyiczky István , Szűcs Ervin , Tóth Páll Miklós , Diószeghy Iván Jr.

### Regizori

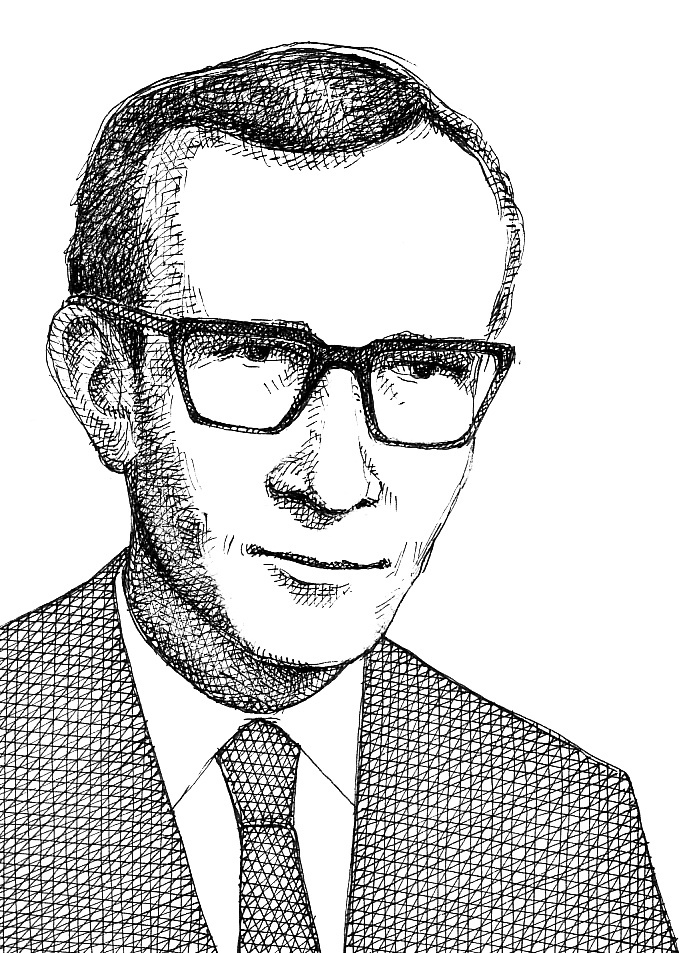
Ádám Kovács, membru onorific, fost regizor al Trupei Harag György

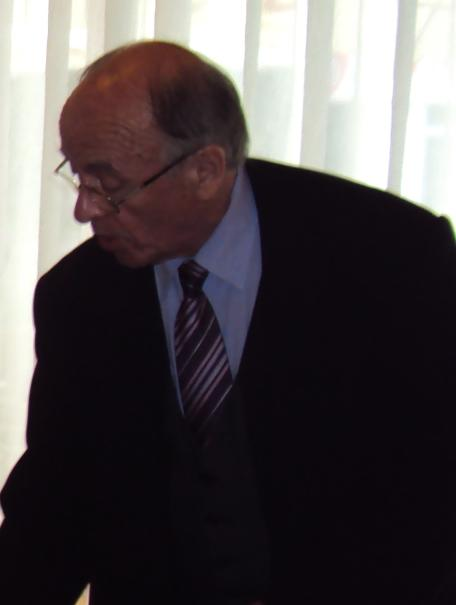
Dr. Prof. Levente Kovács, regizor și pedagog de teatru, între 1980 - 1991 a regizat 9 ori la Satu Mare

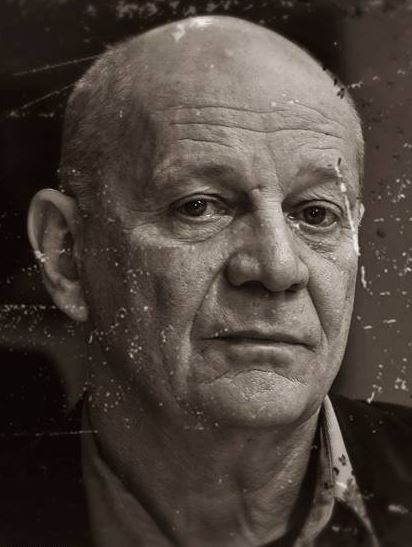
Géza Bereményi, regizor de teatru din Ungaria, laureat al Premiului Kossuth, a regizat la Satu Mare în stagiunea 2007/2008

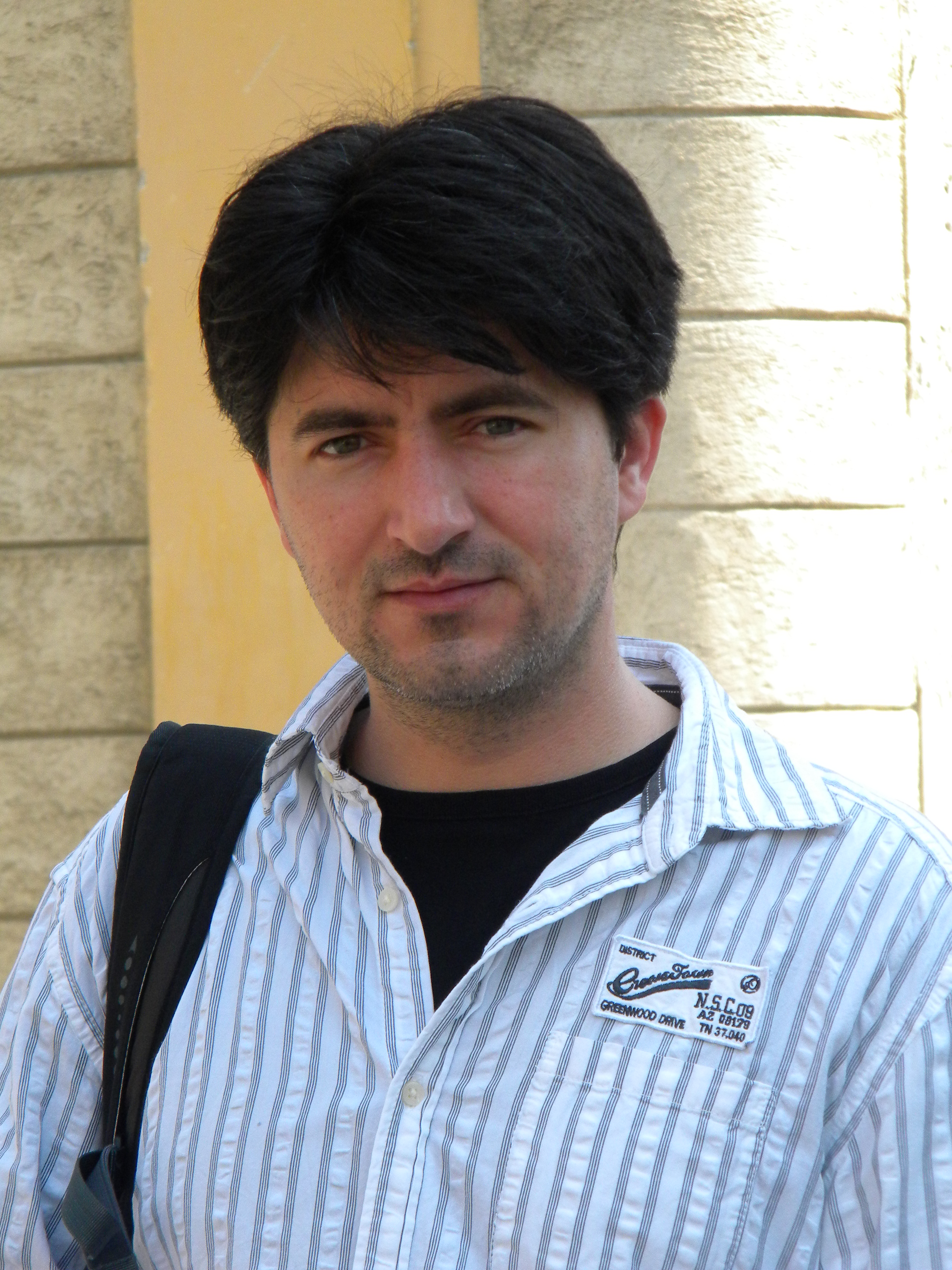
Attila Keresztes, regizor de teatru, fost director al Trupei

#### Regizori invitați
- Radu Afrim
- Albu István
- Ács Alajos
- Árkosi Árpád
- Balogh Attila
- Bérczes László
- Bereményi Géza
- Béres László
- Bessenyei István
- Bessenyei Gedő István
- Bodolay Géza
- Buzogány Béla
- Cristian Ioan
- Ovidiu Caiță
- Alexandru Colpacci
- Cseresnyés Gyula
- Csurulya Csongor
- Czintos József
- Farkas István
- Galló Ernő
- Georgescu Ion
- Gyöngyösi Gábor
- Harag György
- Horányi László
- Horváth Béla
- István István
- Kányádi Szilárd
- Keresztes Attila
- Kincses Elemér
- Kisfalussy Bálint
- Klein Magda
- Koncz István
- Kovács Ádám
- Kovács Ferenc
- Kovács Levente
- Kövesdy István
- Lendvai Zoltán
- Márk Nagy Ágota
- Andrei Mihalache
- Mohácsi János
- Parászka Miklós
- Pinczés István
- Pinte Gavril
- Szilágyi Regina
- Szugyiczky István
- Tasnádi Csaba
- Taub János
- Tompa Miklós
- Tóth Páll Miklós
- Uray Péter
- Vargyas Márta
- Venczel Valentin

#### Regizori angajați
- Balogh Attila (membru actual)
- Cseresnyés Gyula
- Csurulya Csongor
- Farkas István
- Harag György
- Keresztes Attila (membru actual)
- Kovács Ádám
- Kovács Ferenc
- Márk Nagy Ágota
- Parászka Miklós
- Szabó József
- Szilágyi Regina (membru actual)
- Vargyas Márta (membru actual)

### Scenariști (dramaturgi)
- Bessenyei Gedő István (membru actual)
- Bodó A. Ottó
- Kovács Ferenc
- Kulcsár Edit

### Secretari literari și artistici
- Gyöngyösi Gábor
- Kereskényi Hajnal
- Kereskényi Sándor
- Kovács Eszter
- Kovács Ferenc
- Kulcsár Edit
- Tamás Ágnes (membru actual)
- Végh Balázs (membru actual)

### Scenografi
- B. Bíró Ilona
- Bianca Imelda Ieremias
- Bodor Judit (membru actual)
- Cordea Aurel
- Dobre-Kóthay Judit (membru actual)
- Eminet János
- Gheorghiade Mária
- Görgényi Gabriella
- Gyulay László
- Hári Lajos
- Huszti György
- Kemény Árpád
- Moldvay Katalin
- Paulovics László
- Slevenszky Lajos
- Szabó Anna (membru actual)
- Szatmári Ágnes
- Tarczy István
- Urcan Eliza

### Coordonatori muzicali
- Fischer Sándor
- Fornwald László
- Kostyák Attila
- Manfrédi Annamária
- Vakarcs Pál
- Budean Mihály Judit

### Coregrafi
- Gabriela Tănase (membru actual)

### Invitați
- Bíró József
- Galló Ernő
- Hunyadi László
- Kovács Lajos
- Pindroch Csaba
- Róbert Gábor
- Senkálszky Endre

## Consiliu artistic
Activitatea directorului artistic este ajutat de consiliul artistic al trupei, având ca membrii artiști ai trupei, prezidat de însuși directorul artistic.
- Președinte: Bessenyei István

Membrii:
- Bessenyei Gedő István
- Gaál Gyula
- Keresztes Attila
- Nagy Orbán
- Tóth Páll Miklós
- Vencz Stella

## Fundația Proscenium
Fondată de directorul Parászka Miklós , împreună cu antreprenorul Béres Kovács József (membru fondator al fundației). Din anul fondării (1997) până în2010, fostul secretar literar al trupei, Kulcsár Edit , ocupă funcția de vice-președinte. Principalele scopuri ale fundației sunt asigurarea mijloacelor necesare activității teatrale, asigurarea posibilității achiziționării unor aparaturi tehnice, asigurarea unui fundalul social adecvat artiștilor trupei precum și editarea unor publicații pe teme teatrale.

## Premii
- Scandal în culise
  - participare la Festivalul Național de Teatru din Pécs (POSZT) - Pécs, 2010.
- Trei surori
  - Premiul județului Szabolcs-Szatmár-Bereg – Festivalul Teatrelor Maghiare, ediția a XXII-a - Kisvárda, 2010.
  - Înregistrarea spectacolului de către postul de televiziune Duna Tv - 2010.
  - Bíró József – nominalizare Uniter în categoria celui mai bun actor secundar - 2010.
  - Zákány Mihály - nominalizare în categoria celui mai bun actor secundar – Festivalul Atelier – Baia Mare, 2010.
- Ușa
  - Lőrincz Ágnes – premiu acordat celei mai bune actrițe – Festivalul Teatrelor Maghiare de peste Hotare, Kisvárda, 2008.
- O întâmplare ciudată
  - Nagy Csongor – premiu pentru cea mai bună performanță - Festivalul Teatrelor Maghiare de peste Hotare, Kisvárda, 2007.
- Senák
  - Nagy Orbán – Premiul Teatrului Curții și al Casei de Cultură din Kisvárda - 2006.
- Falstaff
  - Czintos József – premiul oferit de primarul orașului Kisvárda, dr. Oláh Albert- Festivalul Teatrelor Maghiare de peste Hotare, Kisvárda - 2004.
- Portugál
  - Márkó Eszter - premiul oferit de primarul orașului Kisvárda, dr. Oláh Albert - Festivalul Teatrelor Maghiare de peste Hotare, Kisvárda - 2003.
  - Márkó Eszter - premiu acordat celei mai bune actrițe - Colocviul Teatrelor Minorităților Naționale din România, ediția a V-a, Gheorgheni, 2003.
- Czintos József
  - Premiul Jászai Mari, 2001.
  - Premiu Kovács György acordat de Societatea Maghiară de Cultură din Transilvania, 1995.
- Lőrincz Ágnes
  - Premiu Poór Lili acordat de Societatea Maghiară de Cultură din Transilvania, 1997.
- Méhes Kati
  - Premiu Poór Lili acordat de Societatea Maghiară de Cultură din Transilvania, 2001
- Rappert Gábor
  - Premiu Kovács György acordat de Societatea Maghiară de Cultură din Transilvania, 2006.
- Kovács Éva
  - Premiu Poór Lili acordat de Societatea Maghiară de Cultură din Transilvania, 2008.